# جواد مرندی
جواد مرندی (انگلیسی: Javad Marandi؛ زادهٔ فوریه ۱۹۶۸ (۵۷ سال)) یک تاجر بریتانیایی، توسعه دهنده املاک و اهدا کننده حزب محافظه کار است که در املاک تجاری و مسکونی سرمایه‌گذاری کرده است.
وی همچنین برندهٔ جوایزی همچون افسر نشان امپراتوری بریتانیا شده است.

## اوایل زندگی
مرندی متولد فوریه ۱۹۶۸ است.در سال ۱۹۷۹ به بریتانیا نقل مکان کرد و در رشته مهندسی برق و الکترونیک تحصیل کرد. مرندی سپس به عنوان یک حسابدار رسمی در انگلستان در کوپرز و لیبراند (اکنون بخشی از پرایس واترهاوس کوپرز) واجد شرایط بود. در دهه ۱۹۹۰، او به عنوان مدیر توسعه تجارت برای شرکت کوکاکولا در آسیای مرکزی و مدیر منطقه برای بازارهای نوظهور در فیلیپ موریس بین‌المللی کار کرد، قبل از اینکه کسب‌وکار خود را در زمینه توزیع تنباکو، تبلیغات و ارتباطات راه‌اندازی کند و در نهایت امتیاز را به دست آورد. قرارداد مک دونالد در آذربایجان

## سرمایه‌گذاری‌ها

### املاک
مرندی در موسسات لوکس متعددی در بخش مهمان‌نوازی سرمایه‌گذاری کرده است، از جمله هتل‌هایی مانند سوهو فارم‌هاوس، هتل و کلوب روستایی گروه سوهو هاوس در آکسفوردشایر، انگلستان، چیس مانت، یک هتل مجلل ۹۲ اتاق، رستوران و توسعه خرده‌فروشی در کنیاک، فرانسه، سافیتل بروکسل، و سنترپارک در موزل، فرانسه. او همچنین در رستوران‌هایی مانند شیروان، رستوران گران‌قیمت اکرمه بنالال، سرآشپز ستاره‌دار میشلن در میدان آلما، در مرکز پاریس، سرمایه‌گذاری کرده است.
مرندی هم سرمایه‌گذار و هم توسعه دهنده در بازار املاک انگلستان است.

### خرده فروشی
در سال ۲۰۱۴، مرندی اکثریت سهام Wed2B, یک خرده فروش پوشاک عروسی در بازار متوسط در بریتانیا را به دست آورد که بر شهرها و شهرهای منطقه ای بریتانیا متمرکز بود. از زمان مشارکت او در تجارت، شرکت از سه فروشگاه به بیش از ۴۰ فروشگاه گسترش یافته است Wed2B در اف تی ۱۰۰۰ در سال ۲۰۱۹و ۲۰۲۰رتبه‌بندی شد و در ساندی تایمز ویرجین سریع تراک ۱۰۰ در هر دو سال ۲۰۱۷ و ۲۰۱۸ قرار گرفت.»
در مارس ۲۰۲۰، خانواده مرندی ۱۰۰٪ از فروشگاه کنران، فروشگاه طراحی داخلی لوکس و خرده‌فروش مبلمان را که توسط سر ترنس کانران در سال ۱۹۷۳ تأسیس شد، خریداری کردند.

## اختلافات حقوقی
در ماه مه ۲۰۲۳، مرندی در یک نبرد حقوقی ۱۹ ماهه با بی‌بی‌سی شکست خورد تا ناشناس بماند در رابطه با تحقیقات جهانی پولشویی آژانس جنایی ملی (NCA). در ۱۶ مه ۲۰۲۳، گزارش شد که ان سی ای دریافته است که برخی از منافع خارج از کشور مرندی در طرح پولشویی آذربایجانی در خشکشویی دخیل بوده است.

## اقدامات بشر دوستی
بنیاد مرندی از سلامت و آموزش کودکان حمایت می‌کند. وهمچنین تاریخ فرهنگی و هنر. مرندی همچنین رئیس هیئت مشورتی دنیای آبرنگ است، یک مؤسسه خیریه که برای دسترسی عمومی آنلاین به هزاران آبرنگ مستند از سراسر جهان فعالیت می‌کند. هدف این مؤسسه خیریه جمع‌آوری یک تاریخ بصری منحصر به فرد از جهان است. شاهزاده ولز و دوشس کورنوال حامیان مشترک دنیای آبرنگ هستند که ریاست آن بر عهده فرد هولر است. در مارس ۲۰۲۱، مرندی به عنوان رئیس مشترک هیئت رشد مرکز خیریه بی خانمان‌ها منصوب شد. در سال ۲۰۲۱، بنیاد مرندی با فروشگاه ۲۰۲۱ در جایزه طراح جدید آینده شریک شد، که از استعدادهای خلاق که نشان دهنده تمجید و ۴۰۰۰۰ پوند پول سرمایه‌گذاری برای توسعه بیشتر ایده‌های برنده است، حمایت می‌کند.

## زندگی شخصی
در سال ۲۰۱۳ خانواده مرندی، یکی از ثروتمندترین خانواده‌های آذربایجان، در خانه ای در میدان ایتون در بلگراویا لندن زندگی می‌کردند که در سال ۲۰۰۷ به قیمت ۳٫۸ میلیون پوند و در سال ۲۰۱۰ به قیمت ۲۰٫۵ میلیون پوند فروخته شد. این امر منجر به مشکلات قانونی شد.
همسرش نرمینا دختر علی علیزاده، متخصص سرطان در باکو، آذربایجان است. جواد و نرمینا سرمایه گذاران آنیا هیندمارچ و امیلیا ویکستد، خانه‌های مد مستقر در لندن هستند. نارمینا رئیس مشترک بنیاد شورای مد بریتانیا است و همچنین حامی و عضو هیئت مدیره بی اف سی مد و رئیس مشترک کمیته فرهنگی و اجتماعی گالری‌های سرپنتاین است.
مرندی در مراسم افتخارات سال نو ۲۰۲۰ به دلیل خدمات به تجارت و امور بشردوستانه به عنوان افسر سفارش امپراتوری بریتانیا (OBE) منصوب شد.